# Rahi Mo'ayyeri

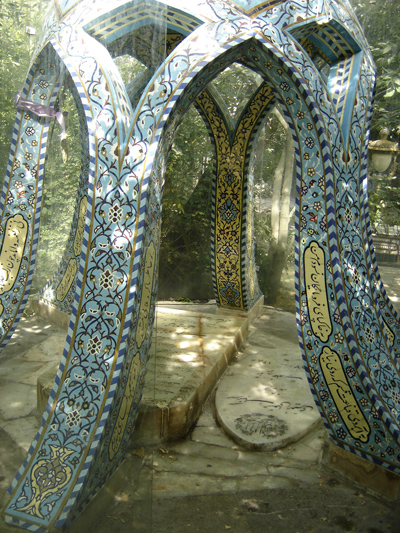
Das Grabmal von Rahi Mo'ayyeri in Teheran.

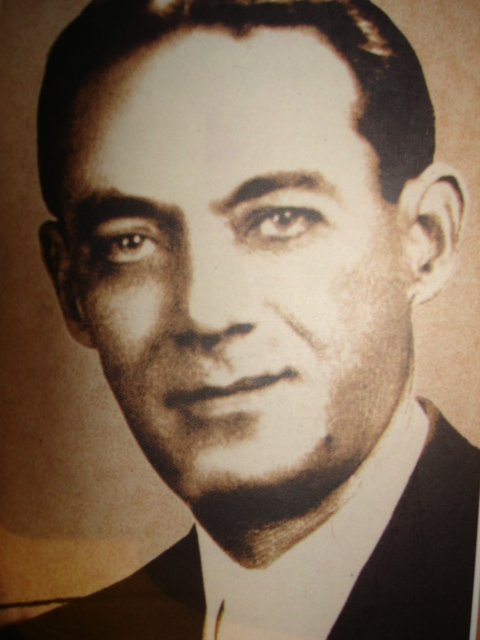
Rahi Mo'ayyeri

Rahi Mo'ayyeri (persisch رهی معیری‎)  (* 30. April 1909 in Teheran; † 15. November 1968) war ein Dichter und Musiker des Iran. Er war der Sohn von Mohammad Hassan Khan Mo'ayyeri.
Sein Werk Sayeh Omr (persisch سايه عمر‎) (übersetzt Der Schatten des Lebens) mit Gedichten wurde 1964 veröffentlicht.
Er starb am 15. November 1968 in Teheran und wurde im Zahir o-dowleh Friedhof im Norden Teherans begraben.